# Первая ссылка Троцкого

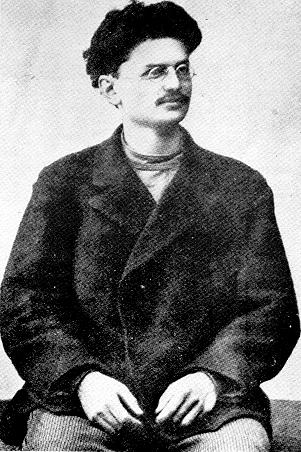
Троцкий в Сибири (1900)

Первая ссылка Троцкого — двухлетний период в жизни Льва Троцкого, который он провёл в ссылке в Иркутской губернии, куда был сослан по приговору Одесского суда за организацию Южно-русского рабочего союза. Находясь в заключении и ссылке с 1900 по 1902 год, Троцкий вступил в брак и активно занимался как самообразованием (включая знакомство с работами классиков марксизма), так и журналистской деятельностью: под псевдонимом «Антид Ото» он сотрудничал с газетой «Восточное обозрение», которая опубликовала три десятка его статей и очерков, «тепло» принятых публикой. В этот период будущий нарком занимался литературной критикой, общими вопросами социологии литературно-художественного творчества, а также — вопросами крестьянского быта. Перемещаясь между сёлами Усть-Кут, Нижне-Илимское и городом Верхоленск, Троцкий вступил в контакт со многими бывшими и будущими революционными деятелями — включая М. Урицкого и Ф. Дзержинского.
Печатные работы Троцкого, опубликованные и в Европе — а также его публичные выступления в Иркутске — привлекли к молодому революционеру внимание руководителей РСДРП: ему был устроен побег из сибирской ссылки. В результате, Троцкий оставил в Сибири свою жену с двумя малолетними дочерьми и оказался сначала в Вене, а затем — в Лондоне, где произошла его первая встреча с В. Лениным, недавно опубликовавшим свою книгу «Что делать?». Исследователи считали, что пребывание в Сибири и контакты с местными революционерами имели большое значение для формирования политических взглядов будущего наркомвоенмора — для «его партийного самоопределения».

## Предыстория
В 1896 году в Николаеве Лев Давидович Бронштейн (в будущем — Троцкий) участвовал в революционном кружке и вёл пропаганду среди местных рабочих. В 1897 году он принимал участие в основании Южно-русского рабочего союза, а 28 января 1898 года (по другим данным — в 1899 году), вместе с двумя сотнями членов Союза — был впервые арестован царскими властями. В одесской тюрьме Бронштейн осваивал исторический материализм и знакомился с трудами марксистов — в частности, Антонио Лабриолы.  10 октября 1899 года Одесский суд огласил приговор. Главные обвиняемые по делу Южно-Русского рабочего союза: Бронштейн, Александра Соколовская и два её брата были приговорены к четырёхлетней ссылке в Иркутскую губернию. Шолом Абрамов Зив и Шмуйл Берков Гуревич подлежали ссылке на два года. Остальные были высланы под гласный надзор полиции. По мнению биографов Троцкого, такой приговор являлся «сравнительно мягким».

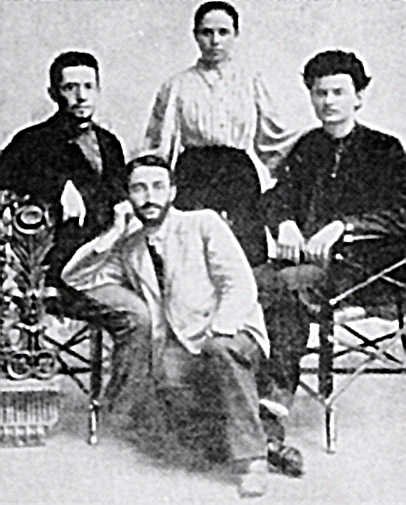
Л. Бронштейн (Троцкий; справа) и А. Соколовская в 1897 году

## История
Основным источником по раннему периоду жизни Льва Троцкого, включая его первую ссылку в Восточную Сибирь, является автобиография революционера «Моя жизнь».

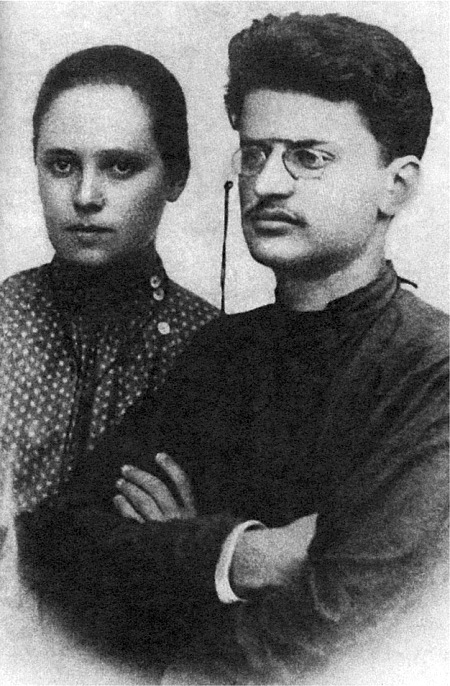
Л. Троцкий и А. Соколовская

### Московская пересыльная тюрьма. Брак с Соколовской
После суда и приговора Троцкий был отправлен в Москву, где полгода ожидал этапа в пересыльной тюрьме. 
Между маем 1899 года и мартом 1900 года в той же пересыльной тюрьме произошла женитьба Льва Бронштейна на Александре Соколовской (супружескую связь благословил ребе по иудейскому обычаю): молодые люди, рассматривавшие «тюремный» брак, который был в те годы «не таким уж и редким явлением», как «досадную скучную формальность», необходимую лишь для того, чтобы их поселили в ссылке вместе, хотели официально зарегистрировать свои отношения ещё во время совместного пребывания в Одесской тюрьме :

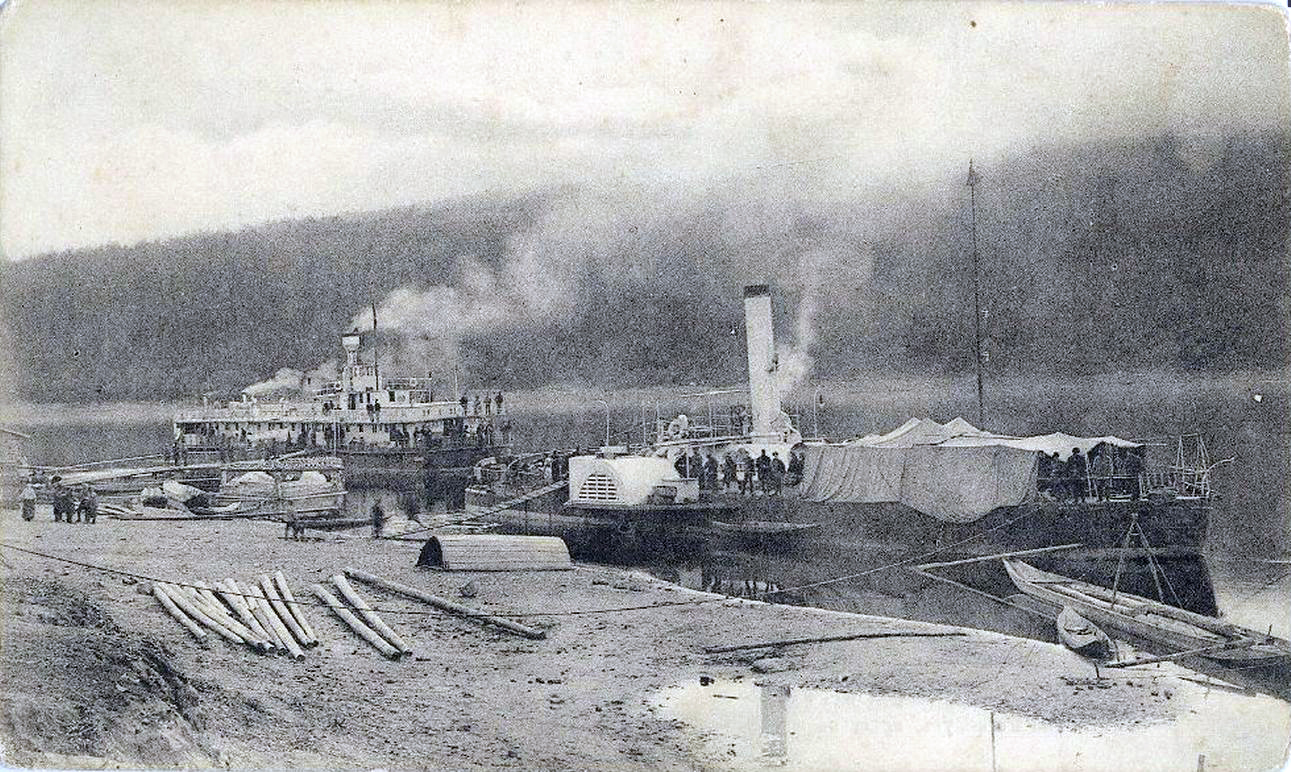
Село Усть-Кут, вид на пристань

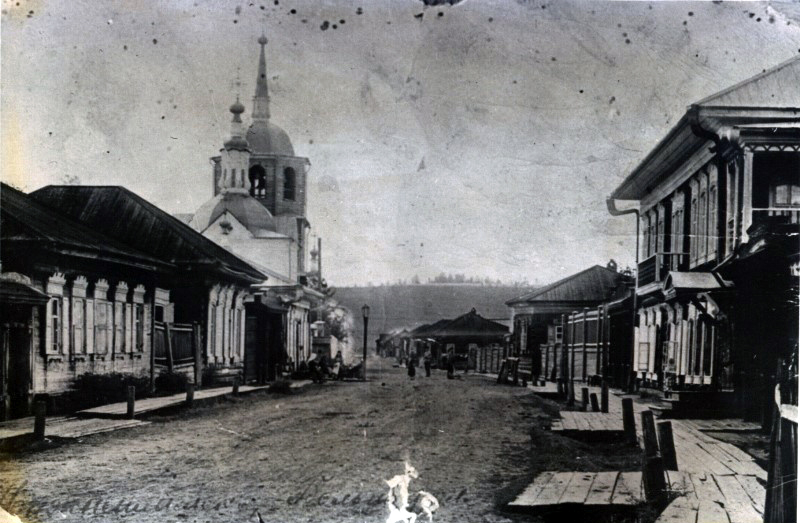
Село Нижне-Илимское в начале XX века: справа (на переднем плане) дом купца Я. А. Черных, слева (у фонаря) его магазин

Лева рвал и метал и боролся со всей энергией и упорством, на какие он был способен. Но старик [отец] был не менее упорен и, имея преимущество — пребывание по ту сторону ограды, остался непобежденным.
2 (14) мая 1899 года Соколовская, находясь в Одесском тюремном замке, просила министра внутренних дел Российской империи, «…в случае могущей последовать ссылки, меня и жениха моего Лейба Бронштейна сослать в одно место». В свою очередь сам Бронштейн в марте 1900 года из Московской пересыльной тюрьмы просил иркутского генерал-губернатора Александра Горемыкина: «…чтобы жена моя, политическая ссыльная Александра Лейбовна Бронштейн, урожденная Соколовская, была назначена в одно со мной место Восточной Сибири».

### Усть-Кут
3 (16) мая 1900 года поезд с арестантским вагоном отправился из Москвы на восток и 2 августа прибыл к селу Усть-Кут (Киренский уезд) на реке Лене (время в пути по законодательным нормам Российской империи не засчитывалось в срок ссылки). В село они сплавились по реке на паузках:
Кругом лес, внизу река. Дальше к северу по Лене лежали золотые прииски. Отблеск золота играл по всей Лене.
«Идиотизм сельской жизни» вызывал у Троцкого «чувство глубокой тоски»:
Хозяин и хозяйка нашей избы пили непробудно. Жизнь темная, глухая, в далекой дали от мира. Тараканы наполняли ночью тревожным шорохом избу, ползали по столу, по кровати, по лицу. Приходилось время от времени выселяться на день-два и открывать настежь двери на 30-градусный мороз. Летом мучила мошкара. Она заедала насмерть корову, заблудившуюся в лесу. …Весною и осенью село утопало в грязи.

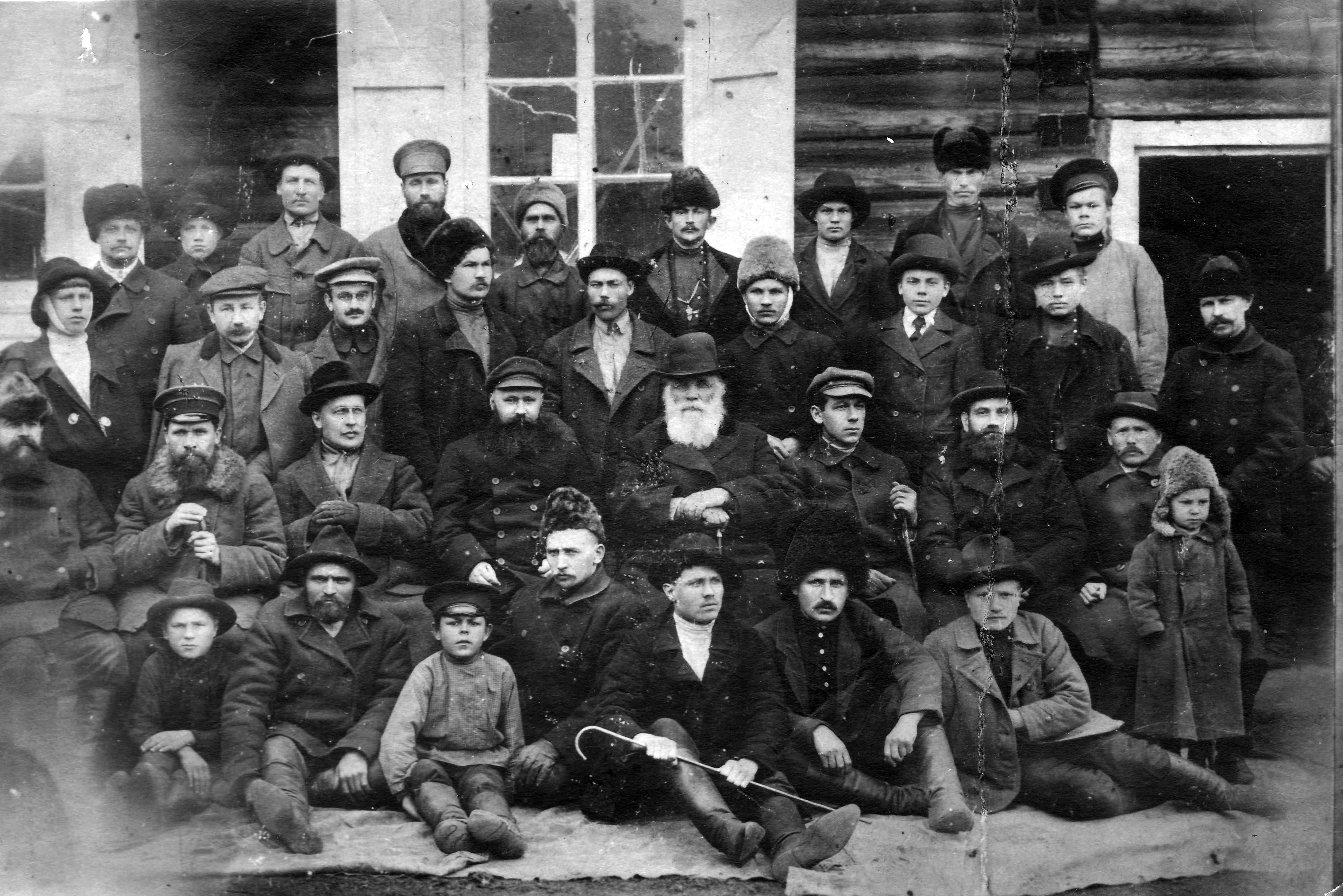
Купец Я. А. Черных (в центре)

По Троцкому, рассчитывать на создание крестьянской политической организации в те годы не приходилось.

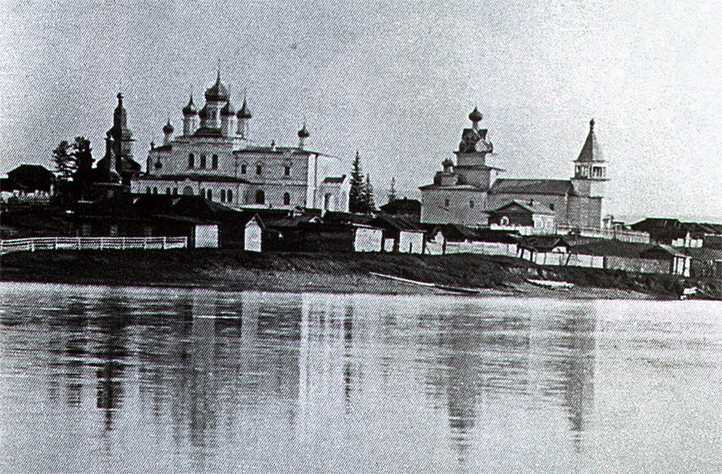
Верхоленск (до 1917)

14 (27) марта 1901 года в Усть-Куте (по другим данным — в селе Нижне-Илимское, куда с 1 февраля 1901 года Льву и Александре была разрешена «двухмесячная отлучка») Александра родила девочку, которую назвали Зина. 
На коленях у меня была десятимесячная девочка. Она дышала через меховую трубу, сооруженную над ее головой. На каждой остановке мы с тревогой извлекали девочку из ее оболочки. Путешествие прошло все же благополучно.

### Верхоленск
После возвращения в Усть-Кут Троцкий вновь «покорнейше» просил разрешения переехать в село Знаменское:
Вследствие отсутствия доступных мне занятий на месте ссылки – селе Усть-Кут, Киренского уезда, – я лишен возможности проживать здесь с женой и ребенком на одной казенной субсидии; посему честь имею покорнейше просить Ваше Высокопревосходительство, разрешить мне переехать на жительство в село Знаменское Верхоленского уезда, где я надеюсь иметь какую-нибудь работу, и где содержание, совместное с семьей брата моей жены (Ильи Лейбова Соколовского), будет обходиться несравненно дешевле.

В результате Бронштейн переехал в Верхоленск — уездный городок, в котором были расположены «не только предприятия местной промышленности, но и почтово-телеграфная контора, пять лавок, два питейных заведения», но и «имелась колония образованных ссыльных». (переписку между собой они вели на немецком языке). (см. Пермская катастрофа). Исследователи также отмечали, что 22 % всех политссыльных в Сибири в 1900-х годах были евреями.

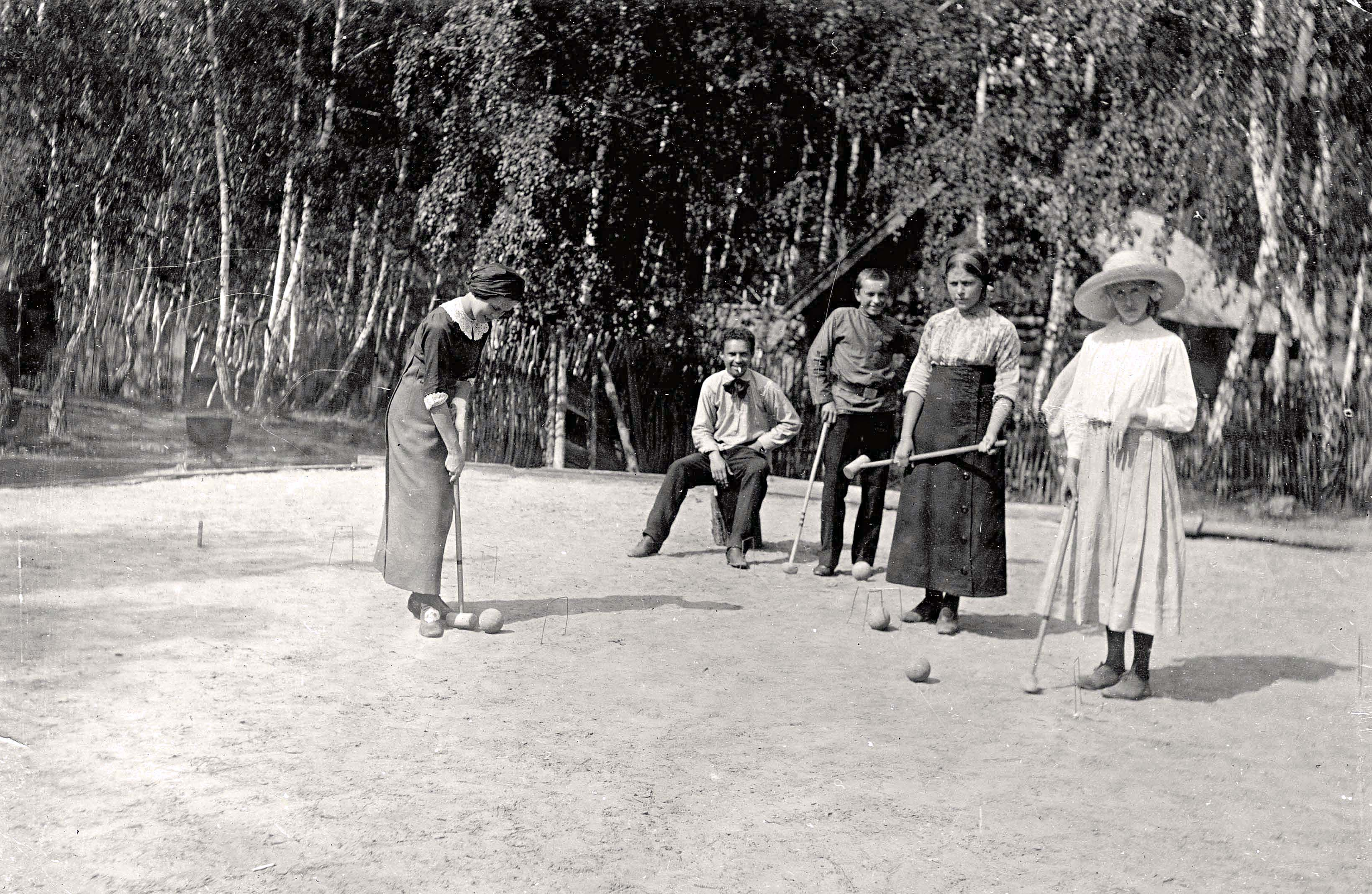
Крокет в Сибири

При этом, «Бронштейн органически не переносил соперников… и одержать победу над ним в крокете было самым верным средством приобрести злейшего врага».  Троцкий написал реферат.

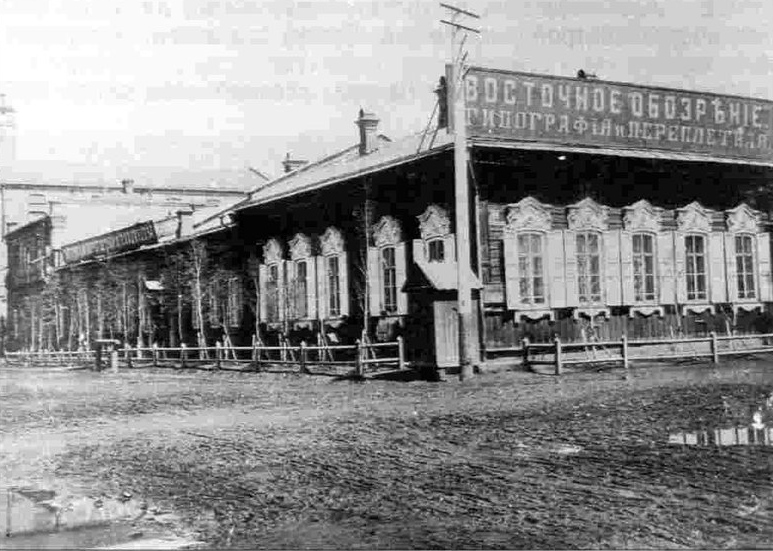
Здание редакции газеты «Восточное обозрение»

«Восточное обозрение» было основано в 1882 году и выходило в те годы в Иркутске. С 1894 года редактором данного печатного издания «прогрессивного толка» был либерал Иван Попов . Бронштейн выбрал «Антид Ото» ( от итал. antidoto — «противоядие»). «С газетой активно сотрудничало ни одно поколение политических ссыльных»: народники Е. К. Брешко-Брешковская, В. С. Ефремов, П. Г. Зайчневский, Д. А. Клеменц, С. Ф. Ковалик, Ф. Я. Кон, И. И. Майнов, М. А. Натансон, А. В. Прибылев, В. С. Свитыч, М. И. Фондаминский, Н. А. Чарушин, так и социал-демократы и эсеры М. К. Ветошкин, будущий член ЦК ВКП(б) Л. Б. Красин, Д. И. Кутузов-Илимский, В. Е. Мандельберг (на II съезде РСДРП он вместе Троцким будет представлять Сибирский социал-демократический союз), С. И. Мицкевич, П. Ю. Перкон, М. В. Ромм, И. А. Теодорович.
В ссылке Троцкий познакомился и с работой Яна-Вацлава Махайского, также находившегося в тот период в иркутской ссылке, «Умственный рабочий» (1898—1900). Летом 1902 года в самом Иркутске будущий нарком смог лично познакомиться с автором книги, ставшей для него «серьезной прививкой против анархизма»: Троцкий стал свидетелем спора К. К. Бауэра и Махайского; причём его попытка вмешаться в дискуссию вызвала «нападки» со стороны обоих оппонентов. Уже после своего побега Троцкий, знакомя Ленина с последними новостями из Сибири, сообщил лидеру большевиков и о работе Махайского.

### «Восточное обозрение»

#### Первые работы
Бронштейн начал свою журналистскую деятельность «с материалов деревенской тематики»(фельетонов). Первая корреспонденция в «Восточном обозрении» появилась в октябре 1900 года под «длинным» заголовком «Малозаметный, но весьма важный винтик в государственной машине». Троцкий писал: «наполовину фиктивные цифры идут по начальству, подвергаются обработке, ложатся в основу многих официальных и земских статистических обозрений и исследований, которые составляют в свою очередь предмет ожесточенной полемики отечественных публицистов».

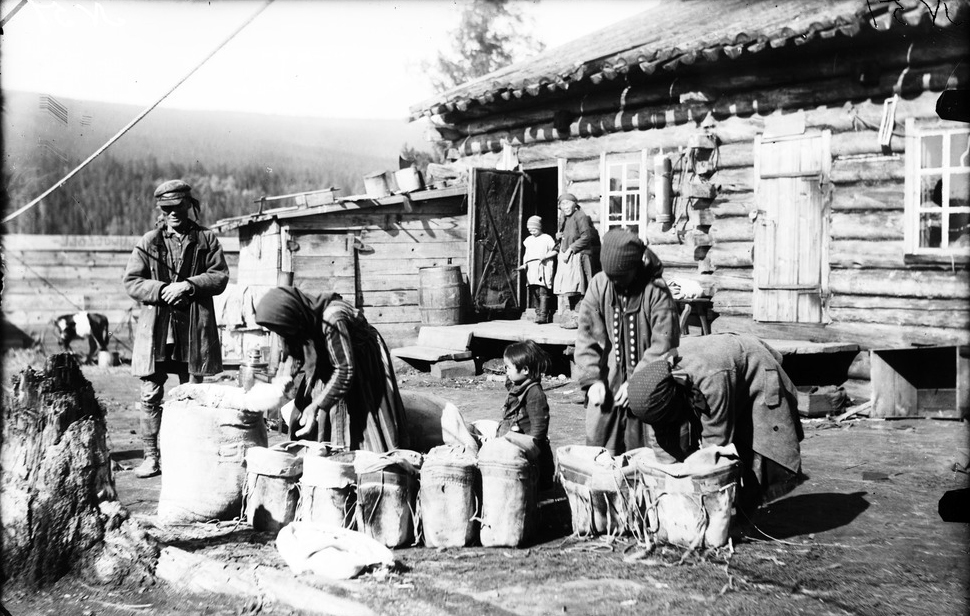
Сибирская деревня в начале XX века

Бронштейн писал о сибирском земстве, которого тогда ещё не существовало в Российской империи.
Только в статье о феминизме и «крохотной заметке» об обысках фабричных рабочих, историки «смогли выискать» «слабые указания на марксистское мировоззрение автора» в начале ссылки — остальные статьи носили «общедемократический и общекультурный характер». Фельштинский и Чернявский считали, что изложение «было ярким, подчас красочным и даже красивым». В статьях можно было найти «отголоски», которые «станут манерой письма и зрелого Троцкого» — автор «формировался как критик в сибирской глубинке». Большинство его критических работ отличала «яркая полемичность».
Используя псевдоним мужа («А. О.»), как минимум одну статью в иркутскую газету написала и его жена, Александра: она, акушерка по профессии, поделилась с читателями своими впечатлениями от присутствия на крестьянских родах в селе Тутурка, куда она, возможно попала на пути в Верхоленск.

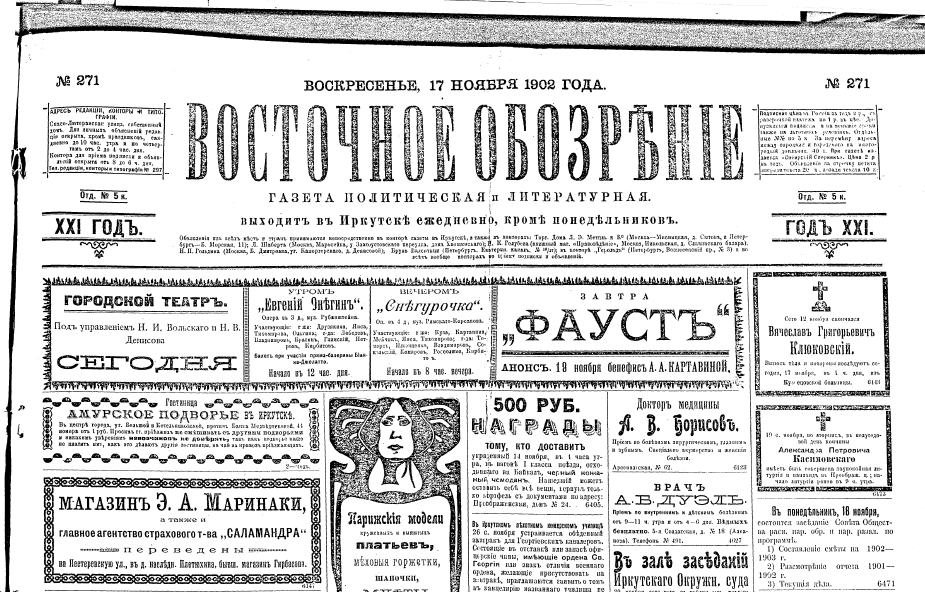
«Восточное обозрение» № 271 за 1902 год

Статьи того периода, которые также активно затрагивали проблемы отношений индивидуума и общества, повторно вышли в IV и XX томах «Сочинений» Троцкого (политические тексты под заголовком «Перед историческим рубежом. Политическая хроника» и литературная критика под названием «Проблемы культуры. Культура старого мира», соответственно).

#### Литературная критика
Статьи были «тепло приняты» читателями данного регионального издания — и постепенно псевдоним автора стал известен по всей Российской империи: биограф Троцкого Исаак Дойчер утверждал, что в 1920—1930-х годах лично общался с бывшими ссыльными, которые продолжали называть советского наркома «Антид Ото». В работах тех лет, литературоведческое значение которых «не стоит преувеличить», будущий наркомвоенмор высказывал свои «сильные» оценки В. А. Жуковского, В. Г. Белинского, А. С. Пушкина, Н. В. Гоголя, М. Е. Салтыкова-Щедрина, А. И. Герцена (и высказывания о нём автора столичного журнала «Вестник всемирной истории» Г. Белозерского), Н. А. Добролюбова, Г. И. Успенского, К. Д. Бальмонта, Л. Н. Андреева, Г. Ибсена, Г. Гауптмана, А. Шницлера и многих других — историки отмечали, оппозиционные авторы в те годы часто находили в литературной критике «своеобразное убежище от нападок» царской цензуры:
Мы искренне и глубоко убеждены, что личность Герцена настолько громадна, выпукла, заслуги его в области развития русского общественного самосознания столь велики, что исключают надобность и возможность какой бы то ни было переоценки, преувеличения, особенно купленного ценою принижения поколения, шествовавшего на смену Герцену, поколения, занявшего самостоятельное и далеко не последнее место в памяти передовых групп русского общества.
По мнению профессора Баруха Кней-Паца, ценность той или иной работы писателя для Троцкого зависела от двух отдельных, хотя и связанных друг с другом, элементов: от самого писательского таланта (то есть от способности к выбору слов, описанию явлений, созданию образов и так далее) и от «социальной совести» автора (его заботе о состоянии человека). Троцкий отдавал своё предпочтение тем писателям, для которых литература была, фактически, конфронтацией с окружавшей их социальной реальностью, а также — и оружием для её преобразования (см. «Литература и революция»). В частности, будущие нарком был тронут работами писателя-народника Успенского, смерть которого от психического расстройства Троцкий считал прямым следствием борьбы с «уродством» настоящего. Кроме того, революционер восторгался и критиком Добролюбовым: за то, что последний подчеркивал связь между литературой и общественно-политическим прогрессом.
В «литературно-критических» работах о творчестве Ибсена — в частности, о его пьесе «Враг народа» — Троцкий отмечал, что драматург, разоблачал те тонкие, но сокрушительные пути, с помощью которых «буржуазное общество» уничтожало нонконформистов, осуждая при этом элитизм Ибсена, его презрительное отношение к народной демократии. Говоря о Гоголе в работе, опубликованной в 1902 году (в связи с 50-летием со дня смерти писателя), Троцкий отвлекался от своих политических предпочтений, в рамки которых не попадал писатель, и даже защищал его от хулителей Архивная копия от 6 октября 2019 на Wayback Machine, фокусируясь на таланте автора и его роли в становлении русской литературы:
До Гоголя русская литература стремилась существовать. С Гоголя она существует. Он дал ей существование, навсегда связав ее с жизнью. В этом смысле он был отцом реальной, или натуральной школы... По вполне понятным причинам сатирическое направление (в широком смысле) всегда было самым живым, самым честным и искренним в русской литературе.

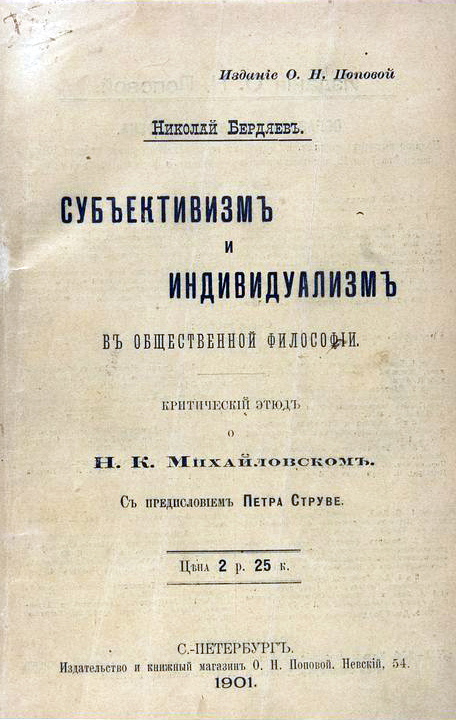
Бердяев «Критический этюд о Н. К. Михайловском» (1901)

Кроме того Антид Ото в статье «Кое-что о философии „сверхчеловека“» негативно оценивал философию сверхчеловека Фридриха Ницше, в которой не видел ничего оригинального. «Полурецензия-полуэссе» была также посвящена книге Николая Бердяева (с предисловием Петра Струве) о Николае Михайловском: «просто старой продырявленной метафизической скворечницей, которую за негодностью покинули даже легкомысленные скворцы и в которую вряд ли удастся заманить мудрую сову Минервы». Троцкий занимался и критикой поэзии: в частности, Бальмонта (строки его стихотворения Троцкий воспроизводит в обратном порядке) и Брюсова (моностих «О закрой свои бледные ноги»).
Я просиживал ночи, черкая свои рукописи вкривь и вкось, в поисках нужной мысли или недостающего слова. Я становился писателем.

#### Успех
«Гонорары, которые платила редакция, были сравнительно небольшими» (газета считалась толкователем «сибирского миросозерцания» и «руководителем общественного мнения» немалой части образованных сибиряков). «Вначале платили по две копейки за строку, но вскоре вознаграждение повысили: Антид Ото стал получать по четыре копейки за строчку печатного текста». «Это было высшим выражением успеха» — иронично писал Троцкий через годы. Как пишут историки, «однако, имея в виду плодовитость Льва Бронштейна, эти копейки выливались в рубли, которые, дополняя 38 рублей в месяц, получаемые от правительства ссыльными (по 19 на Александру
и Льва)»; по другим данным — 35 рублей на двоих.
|  | Работы Троцкого по искусству, литературе и философии не имеют единого стандарта: некоторые явно выдают дилетантизм и поверхностность автора, вытекающие из его недостаточного образования и неполноты знаний предмета; другие работы явно мотивированы политическими интересами, что делает их случайными произведениями художественной или литературной критики. |

Троцкий скрывал сотрудничество с редакцией «Восточного обозрения». В Иркутске Лев Давидович смог встретиться с местными марксистами, от которых получал нелегальную литературу (включая «Капитал» Карла Маркса): в частности, с К. К. Бауэром — одним из «легальных марксистов» тех лет, являвшемся соратником Струве. Позже в беседах с Истменом, Троцкий говорил, что «думал о себе как о революционном журналисте, чье искусство должно носить памфлетный характер и чей стиль должен быть боевым».

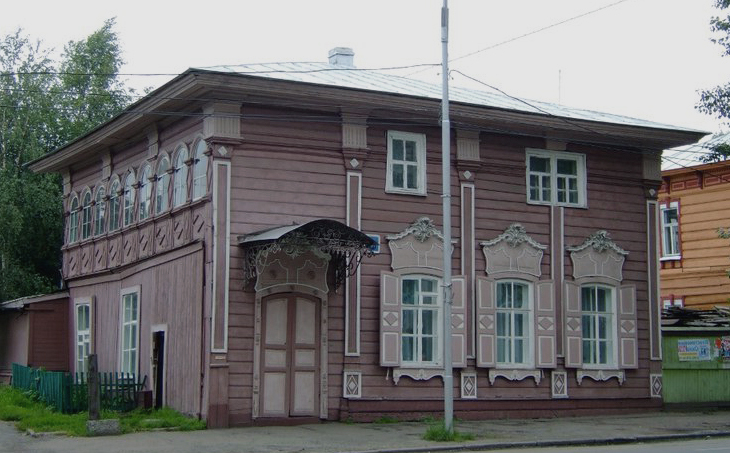
Дом семьи Цукасовых в Иркутске

### Побег. Ленин
Вступив в контакт с Сибирским социал-демократическим союзом — одной из социал-демократических организаций в Иркутске, набиравшей членов среди ссыльных и строителей Транссибирской магистрали, среди руководителей которой был Николай Баранский, — Бронштейн начал писать для Союза тексты воззваний и листовок (спустя несколько лет Троцкий будет представлять Союз на II съезде РСДРП). Кроме того известно об одном докладе, который будущий нарком прочитал в доме М. А. Цукасовой (урождённой Новомейской). Из этих текстов Троцкий узнал, что в Мюнхене начат выпуск газеты «Искра» (перепечатывалась в Томске), :
Мои рукописные рефераты, газетные статьи и прокламации для Сибирского союза сразу показались мне маленькими и захолустными перед лицом новой грандиозной задачи. Надо было искать другого поприща. Надо было бежать.

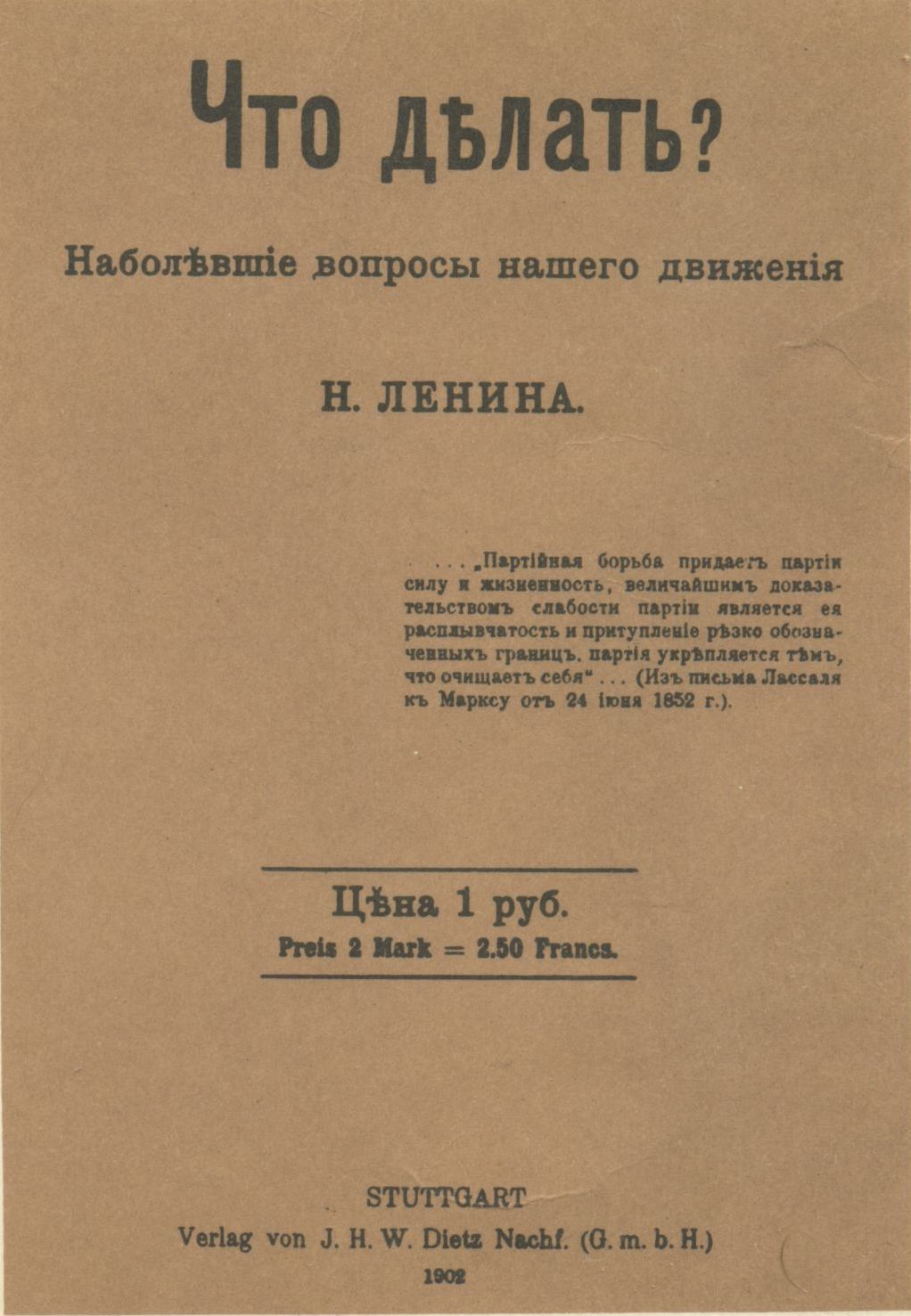
Брошюра Ленина «Что делать?»

Совершить побег из царской ссылки в те годы было не очень трудно — главную трудность составляла не полиция, а природа. Через годы Троцкий писал, что жена Александра стала первая, кто настаивал на побеге мужа (бежать с семьёй было невозможно), что его биографами — а также и Уинстоном Черчиллем — воспринималось как оправдание за оставление жены «с двумя крохотными девочками».
Каждого дельного работника мы сами [революционеры] тянули из ссылки, насколько, конечно, нам позволяли наши средства, причём не забывали, признаться, и интересов собственной организации: обыкновенно за устройство побега предлагалось отработать хоть два-три месяца у нас в Сибири. Эта «отработочная» система не только пополняла наши силы, но и была весьма важной формой связи с общерусским [центрально-российским] движением.
Побег, стоимость которого в те годы могла доходить до нескольких тысяч рублей, удался в августе 1902 года(по старому стилю).:
Вчера самовольно отлучился Лейба Бронштейн 23 лет, 2 аршина с половиной, волосы каштановые, подбородок двойной, разделенный, носит очки. [По] заявлению жены, Бронштейн выехал [в] Иркутск.
Лев отправился вместе с «переводчицей Маркса», скрытой в воспоминаниях под инициалами «Е. Г.» («известная бундистка Евгения Гурвич», согласно первой статье Троцкого о ссылке).  
Я ехал по сибирской линии на запад. Вокзальные жандармы равнодушно пропускали меня мимо себя. Рослые сибирячки выносили на станцию жареных кур и поросят, молоко в бутылках, горы печеного хлеба. Каждая станция походила на выставку сибирского изобилия. На всем протяжении пути весь вагон пил чай, заедая дешевыми сибирскими пышками... В побеге не оказалось ничего романтического: он целиком растворился в потоке чаепития.

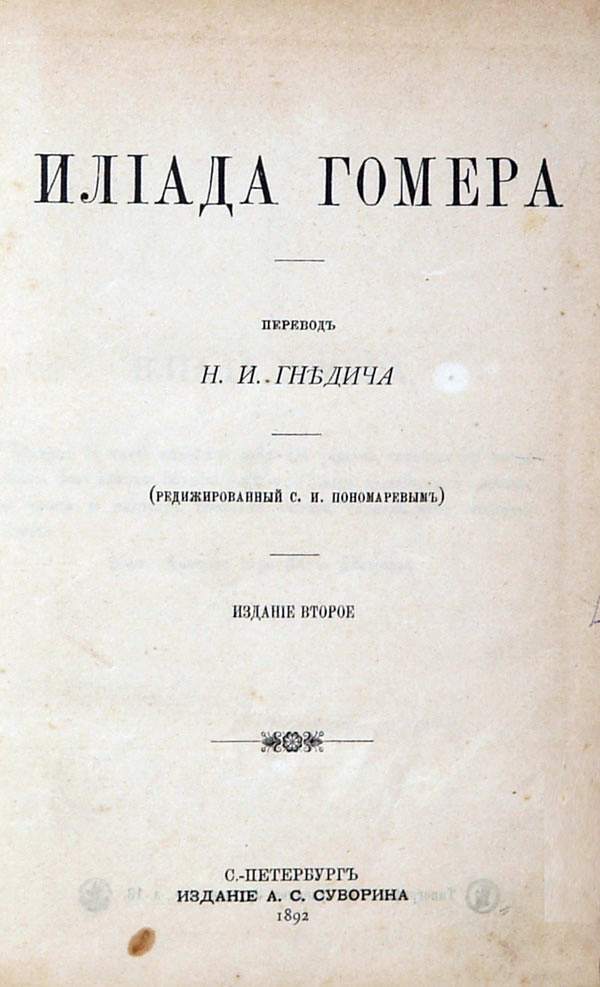
Гомер «Илиада», издание 1892 года

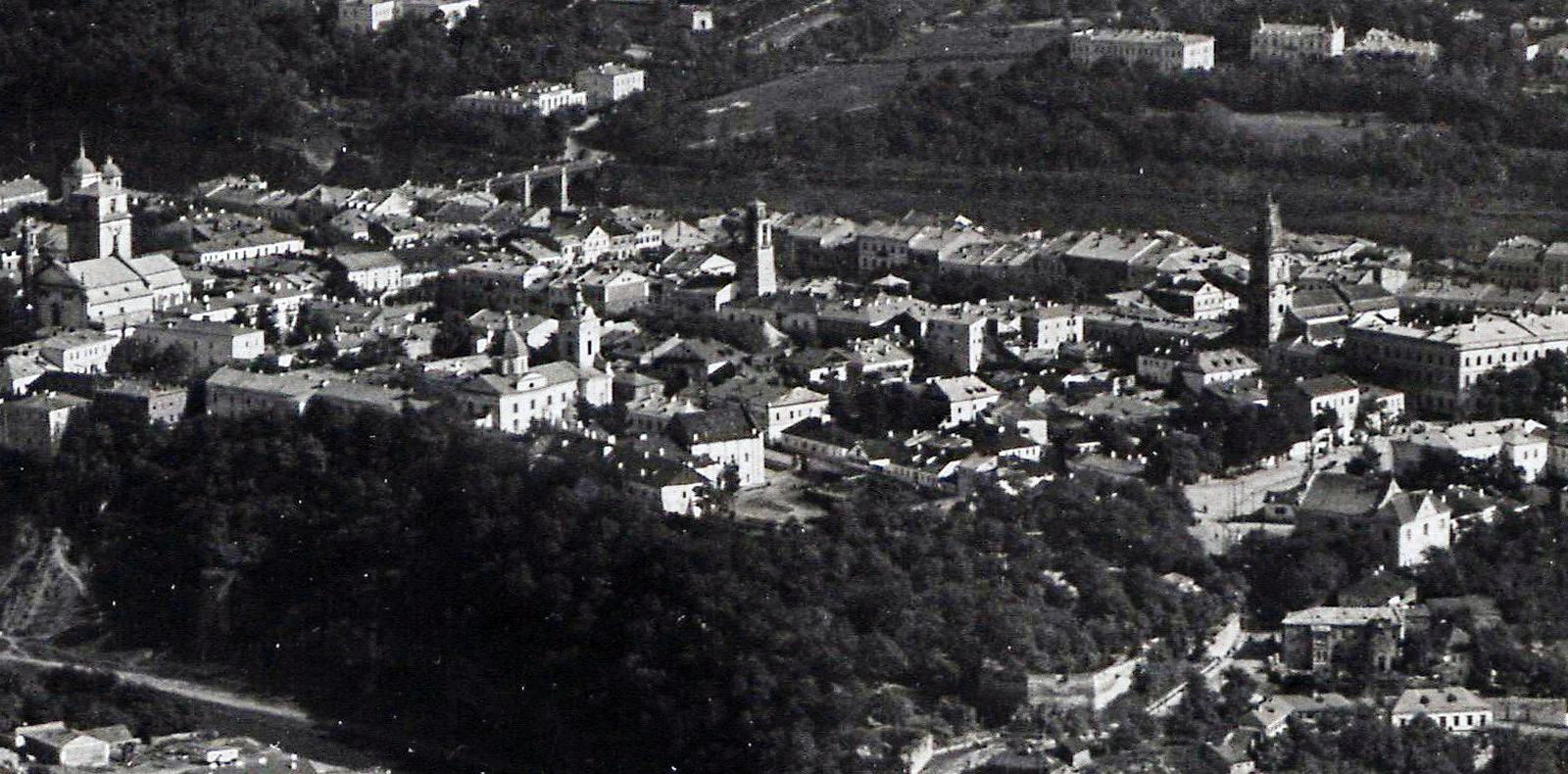
Каменец-Подольский в начале XX века

Ленину нравился «бойкий и резкий» стиль статей Троцкого. Возможно, будущий лидер большевиков был информирован и о перемещениях Троцкого. 
В конце 1902 года Троцкий приехал в Лондон, где познакомился с Лениным и Крупской.

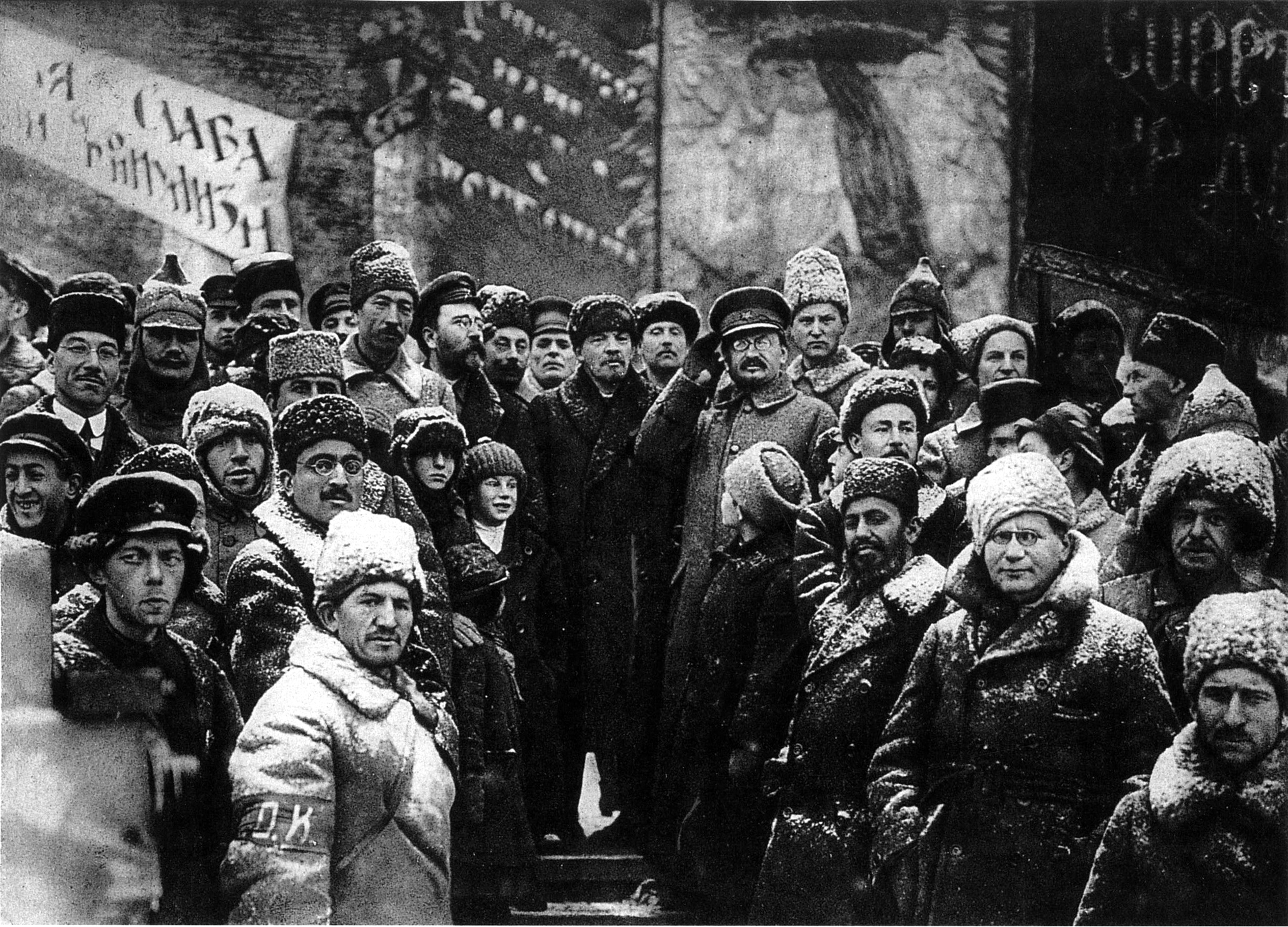
Ленин и Троцкий на Красной площади (1919)

## Влияние
По мнению ряда историков, период Иркутской ссылки явился «определяющим» в политической биографии Троцкого: в Сибири Лев Давидович стал марксистом — то есть вступил на путь, связанный с «классовой борьбой пролетариата», ставшей в дальнейшем революционной программой всей его жизни. В сибирской ссылке двадцатиоднолетний Троцкий впервые начал серьёзно заниматься и литературным трудом по самой разнообразной тематике: «овладел азами искусства партийной полемики»; его работы привлекли внимание руководителей РСДРП и открыли ему дорогу к вершинам партийной — а затем и государственной — власти.
За несколько предшествующих лет [Троцкий] стал сторонником основных принципов марксистской идеологии и теперь, в Сибири, окончательно и твердо отождествил себя с социал-демократическим движением.
Ссылка и побег завершили «первый этап революционной деятельности» Льва Бронштейна: «на историческую арену выходил Лев Троцкий, которому… доведется стать одной из наиболее ярких и противоречивых фигур в российской социал-демократии, в советско-большевистской тоталитарной системе и в мировом коммунистическом движении».

## Комментарии
1. ↑  В 1927 году, в период борьбы с «объединённой оппозицией», включение Троцким своих ранних работ в серию «Политическая хроника» вызвало критику со стороны кандидата в члены ЦК ВКП(б) Мартемьяна Рютина[41][42].